# Norwich Union Grand Prix 1988
Der Norwich Union Grand Prix 1988 war ein zur Snooker-Saison 1988/89 gehörendes Snookerturnier. Das Turnier wurde am 17. und 18. Dezember 1988 in Monte Carlo ausgetragen, während die Vorrunden in verschiedenen anderen europäischen Städten ausgetragen wurde.
Sieger wurde Steve Davis, der im Finale Jimmy White mit 5:4 besiegte. Davis spielte mit einem 136er-Break im Finale auch das höchste Break des Turnieres.

## Preisgeld
Nach 14 Jahren Abstinenz sponserte Norwich Union wieder ein Snookerturnier der Main Tour. Das gesamte Preisgeld hatte ein Wert von 105.000 ₤, wovon der Sieger Steve Davis 50.000 ₤ bekam. Es gab kein Preisgeld für das höchste Break.
|              | Preisgeld |
| ------------ | --------- |
| Sieger       | 50.000 ₤  |
| Finalist     | 25.000 ₤  |
| Halbfinalist | 15.000 ₤  |
| Insgesamt    | 105.000 ₤ |

## Vorrunden
Die Vorrunde wurde in Hotels in Brüssel, Madrid, Paris und Mailand ausgetragen.

### Runde 1
| Spiel | Spieler 1       | Ergebnis | Spieler 2       |
| ----- | --------------- | -------- | --------------- |
| 1     | Jimmy White     | 13:13    | Cliff Thorburn  |
| 2     | Willie Thorne   | 03:03    | Jimmy White     |
| 3     | Willie Thorne   | 13:13    | Neal Foulds     |
| 4     | Dennis Taylor   | 03:03    | Cliff Thorburn  |
| 5     | Terry Griffiths | 03:03    | Willie Thorne   |
| 6     | Neal Foulds     | 03:03    | Tony Meo        |
| 7     | Steve Davis     | 03:03    | Terry Griffiths |
| 8     | Steve Davis     | 13:13    | Tony Meo        |

### Runde 2
| Spiel | Spieler 1       | Ergebnis | Spieler 2     |
| ----- | --------------- | -------- | ------------- |
| 1     | Jimmy White     | 35:35    | Willie Thorne |
| 2     | Dennis Taylor   | 15:15    | Willie Thorne |
| 3     | Terry Griffiths | 45:45    | Steve Davis   |
| 4     | Steve Davis     | 35:35    | Neal Foulds   |

## Hauptturnier
Das Hauptturnier wurde am 17. und 18. Dezember in Monte Carlo ausgetragen.

|  | Halbfinale Best of 5 Frames | Halbfinale Best of 5 Frames |             |             | Finale Best of 9 Frames | Finale Best of 9 Frames |
|  |                             |                             |             |             |                         |                         |
|  |                             |                             |             |             |                         |                         |
|  | Steve Davis                 | 3                           |             |             |                         |                         |
|  | Dennis Taylor               | 1                           |             |             |                         |                         |
|  |                             |                             | Steve Davis | 5           |                         |                         |
|  |                             |                             |             | Jimmy White | 4                       |                         |
|  | Jimmy White                 | 3                           |             |             |                         |                         |
|  | Terry Griffiths             | 1                           |             |             |                         |                         |
|  |                             |                             |             |             |                         |                         |

### Finale
Jimmy White konnte mit 0:2 in Führung gehe, ehe Steve Davis mit einem 136er-Break das 1:2 erzielte. White gewann den nächsten Frame knapp mit 58:59 und auch der nächste Frame ging an White, sodass dieser legidlich einen Frame zum Turniersieg brauchte. Doch Davis fand in seine Spielwiese und gewann die nächsten Frame zum 5:4-Sieg.
| Finale: Best of 9 Frames Monte Carlo, Monaco, 18. November 1988              |                |             |
| Steve Davis                                                                  | 5:4            | Jimmy White |
| 8:97 (66); 16:91; 136:0 (136); 58:59; 16:69; 40:30; 83:10 (60); 59:55; 60:41 |                |             |
| 136                                                                          | Höchstes Break | 66          |
| 1                                                                            | Century-Breaks | –           |
| 2                                                                            | 50+-Breaks     | 1           |

## Century Breaks
Während des Hauptturnieres und der Vorrunden wurde vier Century Breaks von drei Spielern gespielt.
- Steve Davis: 136
- Dennis Taylor: 123
- Willie Thorne: 102, 101